# Ivan Provedel
Ivan Provedel (Pordenone, 17 marzo 1994) è un calciatore italiano, portiere della Lazio.
Nel corso della sua carriera, ha segnato due reti su azione.

## Biografia
Ultimo di sei fratelli, Provedel nasce a Pordenone da padre italiano e madre russa, ma cresce nella piccola località di Cecchini, frazione di Pasiano di Pordenone.

## Carriera

### Club

#### Inizi e settore giovanile
Cresciuto nel settore giovanile del Treviso come giocatore di movimento, conclude la carriera giovanile da attaccante nel 2009 al Pordenone. Desideroso di giocare in porta, passa al Liapiave, compagine trevigiana disposta a farlo giocare tra i pali. Dopo una stagione negli allievi provinciali, nel 2010 viene ingaggiato dall'Udinese per la squadra allievi, venendo poi confermato per la formazione primavera. Dopo due stagioni passa, sempre per la squadra primavera al Chievo. 

#### Prestiti a Pisa, Perugia, Modena e Pro Vercelli
Nel 2013, a 19 anni, viene ceduto in prestito al Pisa in Lega Pro Prima Divisione dove gioca titolare e disputa i play-off per la promozione. Nel luglio 2014 il Chievo gira il portiere in prestito al Perugia nel campionato di Serie B. Seguono poi i prestiti con diritto di riscatto nel 2015-2016 al Modena e nella stagione successiva alla Pro Vercelli, sempre nella serie cadetta.

#### Empoli e prestito alla Juve Stabia
L'11 luglio 2017 passa a titolo definitivo all'Empoli, con cui firma un quadriennale, contestualmente al trasferimento di Manuel Pucciarelli al Chievo. Il 29 gennaio 2018, durante una seduta di allenamento, subisce un grave infortunio alla tibia destra che lo costrige a uno stop di quattro mesi, chiudendo così in anticipo la stagione.
Torna in campo il 21 ottobre 2018 nella sfida pareggiata in trasferta per 3-3 con il Frosinone, che segna anche il suo debutto in Serie A. In febbraio perde il posto da titolare in favore di Bartłomiej Drągowski, mentre nella stagione successiva, in Serie B, è riserva di Alberto Brignoli.
Dato lo scarso impiego, nel gennaio 2020 viene ceduto in prestito alla Juve Stabia, che in cambio cede all'Empoli Paolo Branduani.
Il 7 febbraio 2020 segna il gol del 2-2 per la Juve Stabia nel recupero della partita in trasferta contro l'Ascoli, entrando così nella ristretta cerchia dei portieri che hanno segnato un gol nei campionati nazionali. Nonostante un buon rendimento non riesce a evitare la retrocessione del club campano, arrivata all'ultima giornata.

#### Spezia
A fine stagione fa ritorno all’Empoli che il 5 ottobre lo cede a titolo definitivo allo Spezia neopromosso in A. Debutta 13 giorni dopo nel pareggio per 2-2 contro la Fiorentina. Diventa titolare sin da subito nel club ligure per via dell'infortunio occorso a Jeroen Zoet. 

#### Lazio
Nell'agosto 2022 viene acquistato dalla Lazio. Debutta il 14 agosto 2022, a 28 anni, in occasione della prima gara di campionato vinta per 2-1 contro il Bologna all'Olimpico, subentrando al 6' minuto a Toma Bašić, in seguito all'espulsione del portiere portoghese Luís Maximiano. Inizialmente riserva di quest'ultimo, si guadagna il posto da titolare in tutte le successive giornate di campionato. L'8 settembre 2022 esordisce nelle coppe europee, nella prima partita del girone di Europa League vinta per 4-2 in casa contro il Feyenoord. In campionato la Lazio registra 6 clean sheet consecutivi dalla sesta all'undicesima giornata, attestandosi al terzo posto assoluto per minuti di imbattibilità consecutivi nella storia della società capitolina, con 620 minuti senza subire reti. Termina la prima stagione con i biancocelesti facendo registrare 21 clean sheet in campionato, eguagliando il record assoluto di Gianluigi Buffon risalente alle stagioni 2011-2012 e 2015-2016 con la Juventus e di Morgan De Sanctis nel 2013-2014 con la Roma, e venendo premiato dalla Lega Serie A come miglior portiere del campionato.
Nella stagione successiva, il 19 settembre 2023, Provedel debutta in Champions League nell'incontro casalingo contro l'Atlético Madrid, valido per la prima giornata della fase a gironi: nell'occasione, segna con un colpo di testa la rete del definitivo 1-1 al quinto minuto di recupero. Realizza così il suo secondo gol in carriera, dopo quello con la Juve Stabia nel 2020; inoltre, diventa il secondo portiere ad aver mai trovato la rete su azione in una partita di Champions League, dopo Sinan Bolat, nonché il quarto ad aver segnato almeno un gol nella competizione, includendo Hans-Jörg Butt e Vincent Enyeama, entrambi a segno su rigore.

### Nazionale
Il 16 settembre 2022 viene convocato per la prima volta in nazionale, dal commissario tecnico Roberto Mancini, in vista delle partite di Nations League contro Inghilterra e Ungheria.
Nel maggio del 2024 viene incluso tra i 30 pre-convocati dal CT Luciano Spalletti per il campionato d'Europa 2024 in Germania, ma viene poi escluso dalla rosa finale.

## Statistiche

### Presenze e reti nei club
Statistiche aggiornate al 31 marzo 2025.
| Stagione        | Squadra         | Campionato      | Campionato | Campionato | Coppe nazionali | Coppe nazionali | Coppe nazionali | Coppe continentali | Coppe continentali | Coppe continentali | Altre coppe | Altre coppe | Altre coppe | Totale | Totale  |
| Stagione        | Squadra         | Comp            | Pres       | Reti       | Comp            | Pres            | Reti            | Comp               | Pres               | Reti               | Comp        | Pres        | Reti        | Pres   | Reti    |
| --------------- | --------------- | --------------- | ---------- | ---------- | --------------- | --------------- | --------------- | ------------------ | ------------------ | ------------------ | ----------- | ----------- | ----------- | ------ | ------- |
| 2013-2014       | Pisa            | 1D              | 26+3       | -22 + -2   | CI + CI-LP      | 0+1             | 0               |                    | -                  | -                  |             | -           | -           | 30     | -24     |
| 2014-2015       | Perugia         | B               | 24         | -27        | CI              | 1               | -1              |                    | -                  | -                  |             | -           | -           | 25     | -28     |
| 2015-2016       | Modena          | B               | 21         | -21        | CI              | 0               | 0               |                    | -                  | -                  |             | -           | -           | 21     | -21     |
| 2016-2017       | Pro Vercelli    | B               | 40         | -39        | CI              | 1               | -1              | -                  | -                  | -                  | -           | -           | -           | 41     | -40     |
| 2017-2018       | Empoli          | B               | 23         | -33        | CI              | 1               | -2              | -                  | -                  | -                  | -           | -           | -           | 24     | -35     |
| 2018-2019       | Empoli          | A               | 16         | -36        | CI              | 0               | 0               | -                  | -                  | -                  | -           | -           | -           | 16     | -36     |
| 2019-gen. 2020  | Empoli          | B               | 0          | 0          | CI              | 1               | -1              | -                  | -                  | -                  | -           | -           | -           | 1      | -1      |
| gen.-giu. 2020  | Juve Stabia     | B               | 18         | -35; 1     | CI              | -               | -               | -                  | -                  | -                  | -           | -           | -           | 18     | -35; 1  |
| set. 2020       | Empoli          | B               | 0          | 0          | CI              | 1               | -1              | -                  | -                  | -                  | -           | -           | -           | 1      | -1      |
| Totale Empoli   | Totale Empoli   | Totale Empoli   | 39         | -69        |                 | 3               | -4              |                    | -                  | -                  |             | -           | -           | 42     | -73     |
| 2020-2021       | Spezia          | A               | 29         | -55        | CI              | 0               | 0               | -                  | -                  | -                  | -           | -           | -           | 29     | -55     |
| 2021-2022       | Spezia          | A               | 31         | -52        | CI              | 0               | 0               | -                  | -                  | -                  | -           | -           | -           | 31     | -52     |
| Totale Spezia   | Totale Spezia   | Totale Spezia   | 60         | -107       |                 | 0               | 0               |                    | -                  | -                  |             | -           | -           | 60     | -107    |
| 2022-2023       | Lazio           | A               | 38         | -30        | CI              | 0               | 0               | UEL+UECL           | 6+1                | -11+-2             | -           | -           | -           | 45     | -43     |
| 2023-2024       | Lazio           | A               | 30         | -33        | CI              | 1               | 1               | UCL                | 8                  | -10; 1             | SI          | 1           | -3          | 40     | -46; 1  |
| 2024-2025       | Lazio           | A               | 29         | -42        | CI              | 0               | 0               | UEL                | 3                  | -2                 | -           | -           | -           | 32     | -44     |
| Totale Lazio    | Totale Lazio    | Totale Lazio    | 97         | -105       |                 | 1               | 0               |                    | 18                 | -25; 1             |             | 1           | -3          | 117    | -134; 1 |
| Totale carriera | Totale carriera | Totale carriera | 328        | -427; 1    |                 | 7               | -6              |                    | 18                 | -25; 1             |             | 1           | -3          | 355    | -461; 2 |

## Palmarès

### Club
- Campionato italiano di Serie B: 1

Empoli: 2017-2018

### Individuale
- Premi Lega Serie A: 1

Miglior portiere: 2022-2023